# 臺灣摺粉蝨
臺灣摺粉蝨（学名：Aleurotrachelus taiwanus）为粉蝨科摺粉蝨屬下的一个种。